# Los Sims 3: diseño y tecnología
Los Sims 3: diseño y tecnología (en inglés, The Sims 3: High End Loft Stuff) es el primer pack de accesorios para el videojuego Los Sims 3, en el cual se incluyen accesorios modernos y de alta tecnología, tal y como su nombre lo indica. Para celebrar el décimo aniversario de la saga Los Sims, han sido incluidos objetos de juegos pasados, como lo son una cama en forma de corazón (Los Sims: Más vivos que nunca o  Los Sims 2 Comparten Piso), una guitarra eléctrica (Los Sims: Más vivos que nunca) y un acuario (Los Sims 2). Ya que es un pack de accesorios.